# Sveti Tomaž
Sveti Tomaž (littéralement « Saint-Thomas »; Nom allemand Sankt Thomas bei Friedau) est une commune située dans la région de Basse-Styrie en Slovénie. La commune de Sveti Tomaž est créée en 2006 à partir d'une partie du territoire de la commune d'Ormož.

## Géographie
La commune est située au nord-est de la Slovénie dans la région historique de la Basse-Styrie.

### Villages
Les localités qui composent la commune sont Bratonečice, Gornji Ključarovci, Gradišče pri Ormožu, Hranjigovci, Koračice, Mala vas pri Ormožu, Mezgovci, Pršetinci, Rakovci, Rucmanci, Savci, Sejanci, Senčak, Senik, Sveti Tomaž, Trnovci, Zagorje.

## Démographie
Jusque 2006, la population était reprise dans les statistiques de la ville d'Ormož. Depuis 2007, la population est légèrement dégressive mais demeure supérieure à 2 000 habitants,.
Évolution démographique
| 2007  | 2008  | 2009  | 2010  | 2011  | 2012  | 2013  | 2014  | 2015  |
| ----- | ----- | ----- | ----- | ----- | ----- | ----- | ----- | ----- |
| 2 199 | 2 155 | 2 073 | 2 096 | 2 090 | 2 115 | 2 112 | 2 071 | 2 052 |
| 2016  | 2017  | 2018  | 2019  | 2020  | 2021  |       |       |       |
| 2 051 | 2 006 | 2 011 | 2 015 | 1 988 | 2 007 |       |       |       |